# Крейг Гудвін
Крейг Гудвін (англ. Craig Goodwin, нар. 19 грудня 1991, Аделаїда) — австралійський футболіст, нападник клубу «Аделаїда Юнайтед». Відомий за виступами в низці австралійських та закордонних клубів, а також у складі національної збірної Австралії. Дворазовий володар Кубка Австралії. Чемпіон Австралії.

## Клубна кар'єра
Крейг Гудвін народився 1991 року в місті Аделаїда, та є вихованцем футбольної школи клубу «Аделаїда Рейдерс». Дорослу футбольну кар'єру розпочав 2009 року в основній команді того ж клубу, в якій грав до кінця 2010 року, взявши участь у 33 матчах чемпіонату.
На початку 2011 року Гудвін стає гравцем клубу «Оклей Каннонс», а на початку наступного року грає у складі «Мельбурн Харт». У другій половині 2012 року футболіст переходить до складу «Ньюкасл Юнайтед Джетс», де грає до 2014 року
У 2014 році Крейг Гудвін став гравцем клубу «Аделаїда Юнайтед», у якому в перший рік виступів став володарем Кубка Австралії. У сезоні 2015—2016 років став у складі клубу чемпіоном Австралії. У 2016 році футболіст переходить до складу нідерландської команди «Спарта», в якій грав до 2018 року.
У 2018 році Крейг Гудвін повернувся до складу «Аделаїда Юнайтед», де грав до 2019 року. У 2019—2021 роках австралійський форвард грав у складі саудівських клубів «Аль-Вахда» (Мекка) та «Абха».
У 2021 році Гудвін знову став гравцем клубу «Аделаїда Юнайтед». До 2023 року відіграв у складі команди 73 матчі в національному чемпіонаті. У 2023 році австралійський футболіст повернувся до клубу «Аль-Вахда».

## Виступи за збірні
У 2012 році Крейг Гудвін зіграв 1 матч у складі молодіжної збірної Австралії.
З 2013 року Гудвін грає у складі у складі національної збірної Австралії. У листопаді 2022 року Крейга Гудвіна включили до складу збірної країни для участі в чемпіонаті світу 2022 року в Катарі.
| Дата       | Місто                    | Господарі      | Результат               | Гості     | Турнір                         | Голи | Примітки |
| ---------- | ------------------------ | -------------- | ----------------------- | --------- | ------------------------------ | ---- | -------- |
| 25-7-2013  | Hwaseong                 | Японія         | 2 – 1                   | Австралія | Coppa dell'Asia orientale 2015 | -    | 87'      |
| 28-7-2013  | Сеул                     | Австралія      | 3 – 4                   | КНР       | Coppa dell'Asia orientale 2015 | -    |          |
| 27-5-2016  | Сандерленд               | Англія         | 3 – 2                   | Австралія | товариський матч               | -    | 84'      |
| 6-6-2019   | Пусан                    | Південна Корея | 1 – 0                   | Австралія | товариський матч               | -    | 73'      |
| 10-10-2019 | Канберра                 | Австралія      | 5 – 0                   | Непал     | Відбір до ЧС 2022              | -    | 71'      |
| 27-1-2022  | Мельбурн                 | Австралія      | 4 – 0                   | В'єтнам   | Відбір до ЧС 2022              | 1    | 66'      |
| 1-2-2022   | Маскат                   | Оман           | 2 – 2                   | Австралія | Відбір до ЧС 2022              | -    | 73'      |
| 1-6-2022   | Ель-Вакра (місто)        | Австралія      | 2 – 1                   | Йорданія  | товариський матч               | -    |          |
| 7-6-2022   | Ер-Райян (муніципалітет) | ОАЕ            | 1 – 2                   | Австралія | Відбір до ЧС 2022              | -    | 72'      |
| 13-6-2022  | Ер-Райян (муніципалітет) | Австралія      | 0 – 0 д.ч. (5 – 4 п.п.) | Перу      | Відбір до ЧС 2022              | -    | 119'     |
| Усього     |                          | Матчів         | 10                      |           | Голів                          | 1    |          |

## Титули і досягнення
- Володар Кубка Австралії (2):

«Аделаїда Юнайтед»: 2014, 2018
- Чемпіон Австралії (1):

«Аделаїда Юнайтед»: 2015–2016